# Halla-san
Halla-san (korejsky: 한라산 / hanča: 漢拏山) je štítová sopka nacházející se v centrální části ostrova Čedžu. S nadmořskou výškou 1947 m n. m. je nejvyšší horou Jižní Koreje. 
Masiv sopky zabírá prakticky celý ostrov a je součástí lokality světového dědictví UNESCO. Přírodní rezervace Halla-san byla 12. října 1966 vyhlášena jihokorejskou přírodní památkou číslo 182.

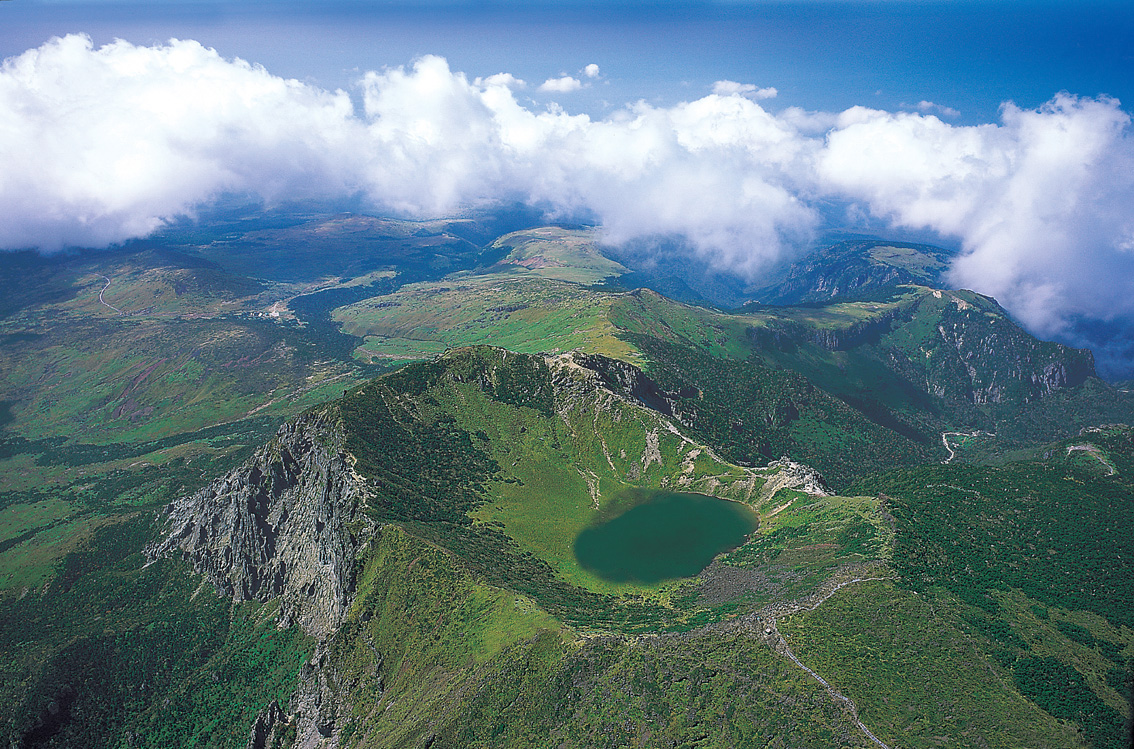
Pohled na horu shora (2011)

Na svazích Halla-sanu se nachází nejstarší buddhistický chrám na ostrově - Kwanum-sa, postavený za vlády dynastie Korjo a přestavěný v 20. století.
Hallasan je spolu s Čirisanem a Soraksanem považován za jedno ze tří hlavních pohoří Jižní Koreje.

## Geologie
Masiv Halla-sanu vznikl v několika obdobích během pliocénu a pleistocénu. Z hornin převládají trachyty a čediče. Vrchol je ukončený sopečným kráterem o průměru 400 m, ve kterém se v současnosti nachází jezero Pängnok-tam (백록담/白鹿潭), což znamená "místo, kam chodí pít bílí jeleni".
Poslední erupce se odehrály v letech 1002 a 1007.

### Pängnok-tam
Na Halla-sanu se nachází kráterové jezero Pängnok-tam (백록담/白鹿潭). Jezero vzniklo zhroucením vrcholu hřebene pohybem magmatu pod zemí. V závislosti na ročním období dosahuje obvod jezera až 2 kilometry a hloubka se pohybuje kolem 100 metrů.
Skály, ze kterých se skládají východní a západní stěny Pängnok-tamu, se od sebe liší. Východní stěna je v horní části pokryta čedičovou lávou o tloušťce 2 metry až 5 metrů. V dolní části se nachází vysoce koncentrovaná vrstva proudových sedimentů vrstvy Tamra. Západní stěna je tvořena trachytovým sopečným dómem. Sopečná stěna vzniklá vyvržením lávy je tvořena lávou. Východní stěna je však tvořena klastickými sedimenty, nejedná se tedy o kráter vzniklý vyvržením lávy, ale o kráter jámový. Konkrétně trachytové magma, které tvořilo pängnok-tamský trachyt, bylo vyzdviženo na dóm a trachytové magma vytvořilo na jeho vrcholu sopečný dóm. Sklon a směr formace Tamra v Pängnok-tamu nelze změřit přímo v Pängnok-tamu, ale jedná se o S10Z sklonu a 30JV sklonu měřeného poblíž údolí pod Severním Pängnok-tamem, v nadmořské výšce 1580 m.

## Ekosystém
Halla-san byl dlouhou dobu izolován od pevniny. Rostliny a živočichové se tak mohli stát unikátními a odlišnými od těch pevninských. Nadmořská výška hory způsobuje, že zde žijí různé druhy rostlin. Hora se stala vhodným prostředím pro rostliny, které žijí jak v nízkých nadmořských výškách, tak i pro rostliny, které žijí ve vysokých nadmořských výškách. Na ostrově Čedžu žije více než 50 unikátních druhů, zejména ve vysoko položené oblasti Halla-san. Na hoře žijí také různé druhy zvířat. Vzhledem ke geografické poloze hory se stejné druhy po tisíciletích vyvíjely různými způsoby. Stejně jako rostlinné druhy, i živočišné druhy původně žijící v chladném a horkém podnebí využívají horu jako své životní prostředí. Celkem 160 druhů ptáků využívá Halla-san jako své životní prostředí. Pouze 19 druhů je považováno za přírodní památku a je také chráněno vládou. Na turistické stezce jsou běžně k vidění havrani. Na hoře žije celkem 3315 druhů hmyzu. Žije zde také 254 druhů pavouků. Studie zjistila, že výskyt pavouků je soustředěn spíše na severní straně hory. Na hoře žijí klíšťata, která před časem[kdy?] způsobila obyvatelům Čedžu mnoho škod. Škody způsobené klíšťaty stále[kdy?] pokračují. Šest druhů klíšťat způsobuje problémy i domácím zvířatům.

## Stezky
Na Hallasanu je pět turistických tras:
- Stezka Kwanumsa (관음사 탐방로/觀音寺 探訪路) - 8,7 km
- Stezka Orimok (어리목 탐방로/어리목 探訪路) - 4,7 km
- Stezka Songpchanak (성판악 방로/城板岳 探訪路) - 9,6 km
- Stezka Jongsil (영실 탐방로/靈室 探訪路) - 3.7 km
- Stezka Tonnekcho (돈내코 탐방로/돈내코探訪路) - 9,1 km

Stezka Tonnekcho byla po patnáctileté přestávce znovu otevřena pro veřejnost 4. prosince 2009. Na vrchol hory vedou pouze stezky Kwanumsa a Songpchanak. Trasy Tonnekcho, Orimok a Jongsil vedou pouze k Witse Orum (윗세오름), protože zbytek stezek vedoucích na vrchol je od roku 1994 uzavřen kvůli obnově a ochraně vegetace.